# Matías Villa Michel
El general Matías Manuel Villa Michel fue un militar mexicano que participó en la Guerra Cristera. 

## Guerra Cristera
Nació el 13 de abril de 1907 en San Gabriel, Jalisco, siendo hijo de Juan Roque Villa Montenegro (bisnieto por línea paterna del político y hacendado Guadalupe Villa y nieto por línea materna del coronel Miguel Montenegro Villalvazo) y Mariana Michel López, hermana de Isidro Michel López y nieta de Pedro Michel Corona. Matías Villa Michel perteneció a las fuerzas del general Manuel Michel. A raíz de la captura de su hermano Isaías, decide negociar con el general Andrés Figueroa Figueroa su rendición junto a las tropas del general Manuel Michel. Se amnistió en el poblado de San Gabriel, Jalisco, con la representación federal del brigadier Ervey González y el capitán José U. Figueroa.

## Segunda Cristiada
El  23 de julio de 1936 el jefe cristero Matías Villa Michel asaltó la hacienda de El Jardín, dentro del municipio de San Gabriel, lo que lo llevó a ser uno de los más activos en la región del Sur del estado de Jalisco al lado de su hermano Isaías El Feo Villa Michel. Debido a los constantes persecuciones sufridas por el Ejército Federal decide amnistiarse ante el jefe de la zona militar general, que en ese entonces era Genovevo Rivas Guillén, así como con los coroneles Marcelino García Barragán, con quién cultivó una fuerte amistad que lo salvó de la persecución sufrida por el gobierno luego de la amnistía y finalmente con el coronel Juan de la Torre Villalvazo. La amnistía se llevó a cabo en un punto llamado La Taza de San Pedro, cercano a Tolimán, asistiendo solamente Matías a tratar los acuerdos. Firmados estos, sus fuerzas se presentaron en Tuxcacuesco y San Gabriel. 

## Desenlace
A Matías le sucedió en el mando J. Jesús González, más conocido como El Coto. Con la amnistía obtenida por los hermanos Villa Michel, sólo quedaron operando los jefes Bernabé Reyes y J. Jesús González, que fueron muertos poco después.  Ese mismo año, en represalia por la amnistía obtenida por Matías, Bernabé Reyes embosca y asesina a su hermano Jehová Villa Michel en Tonila.
Vivió en Sayula junto con su hermano Isaías, donde estableció un comercio e impulsó el deporte local. Murió en Guadalajara, Jalisco, el 11 de julio de 1982, sin embargo sus restos fueron enterrados en San Gabriel, Jalisco, según lo dispuesto antes de su muerte.

## Galería

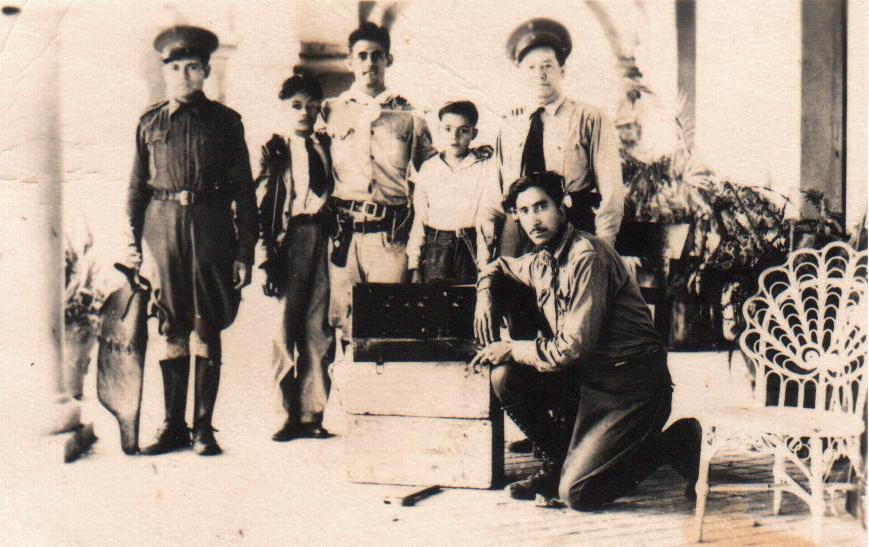
Matías Villa Michel junto con sus sobrinos Ramón Mariano y Rabí, hijos de Jehová Villa Michel.
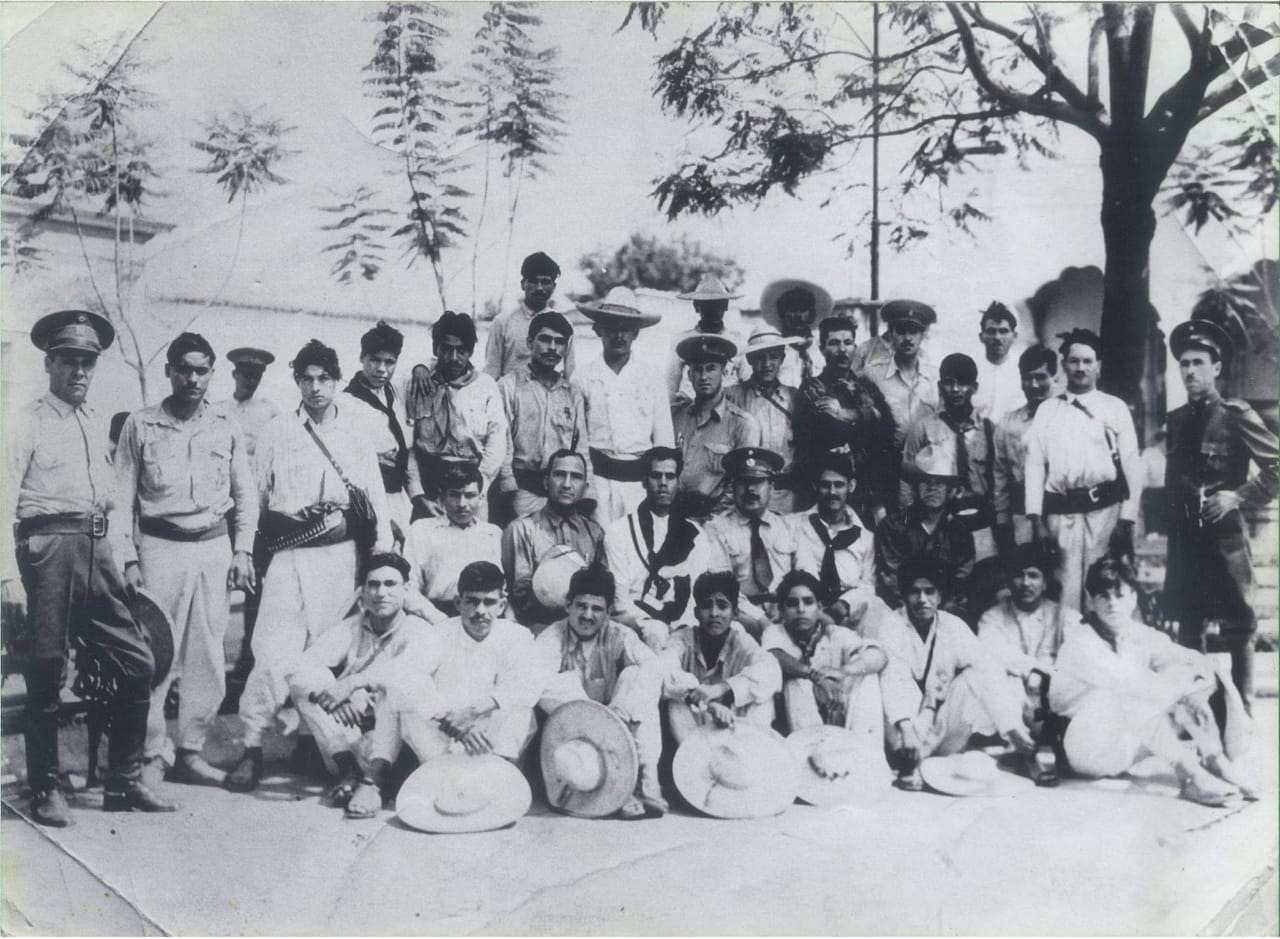
Rendición y amnistía de las fuerzas de los hermanos Villa Michel. En la foto sentados de izquierda a derecha: Marcelino García Barragán; Isaías Villa Michel; Genovevo Rivas Guillén; Matías Villa Michel; y Juan de la Torre Villalvazo.
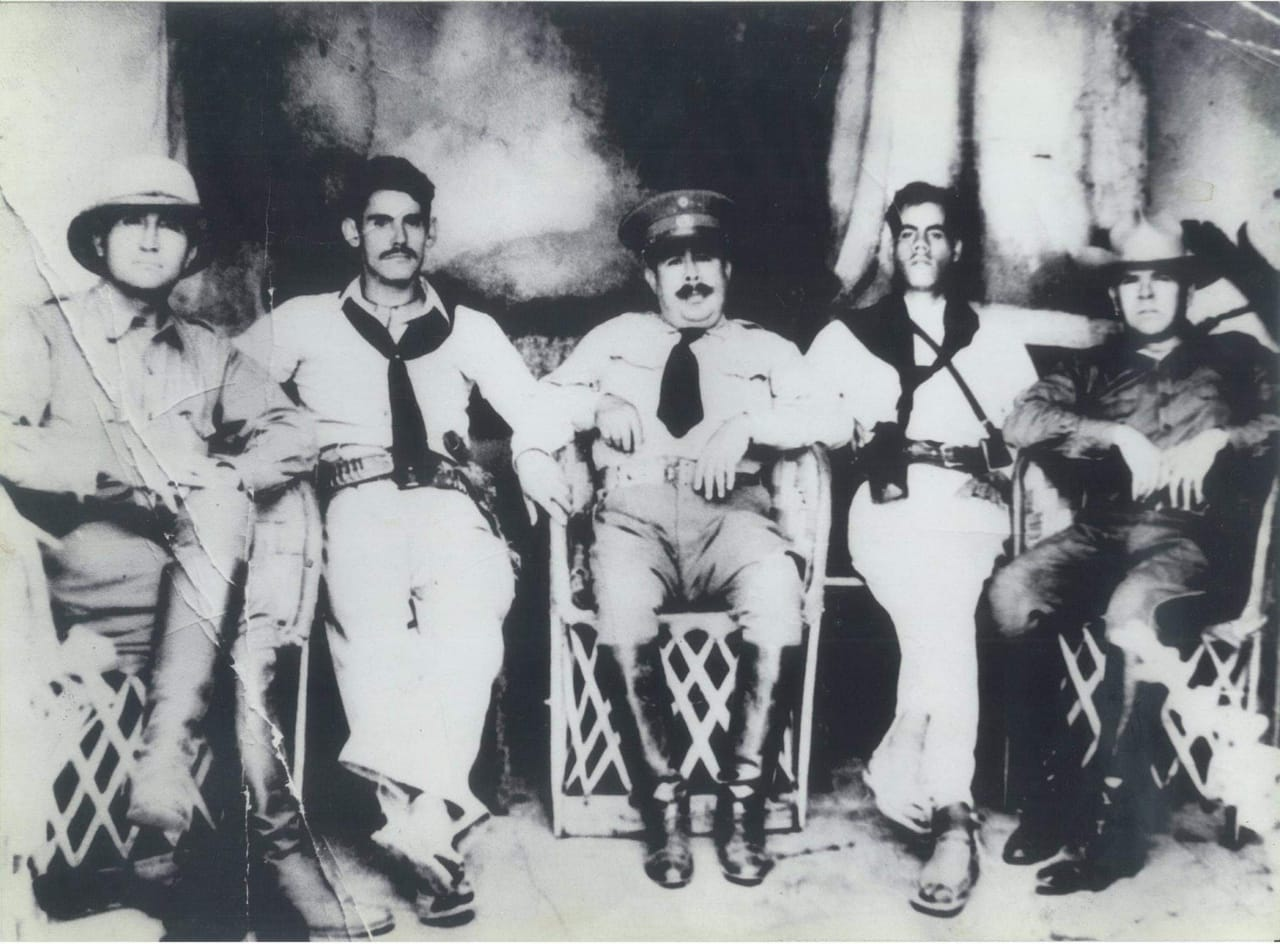
Con la tropa durante la amnistía. En la foto de izquierda a derecha: Marcelino García Barragán; Matías Villa Michel; Genovevo Rivas Guillén; Isaías Villa Michel; y Juan de la Torre Villalvazo.

## Familia
|  |                                                     |  |  |  |  |  |  |  |  |  |  |  |  |  |  |  |
|  | 16. José Guadalupe Villa Guzmán                     |  |  |  |  |  |  |  |  |  |  |  |  |  |  |  |
|  |                                                     |  |  |  |  |  |  |  |  |  |  |  |  |  |  |  |
|  |                                                     |  |  |  |  |  |  |  |  |  |  |  |  |  |  |  |
|  | 8. Juan Nepomuceno Tuxtirio Villa Escobedo          |  |  |  |  |  |  |  |  |  |  |  |  |  |  |  |
|  |                                                     |  |  |  |  |  |  |  |  |  |  |  |  |  |  |  |
|  |                                                     |  |  |  |  |  |  |  |  |  |  |  |  |  |  |  |
|  | 17. María Guadalupe Escobedo y García               |  |  |  |  |  |  |  |  |  |  |  |  |  |  |  |
|  |                                                     |  |  |  |  |  |  |  |  |  |  |  |  |  |  |  |
|  |                                                     |  |  |  |  |  |  |  |  |  |  |  |  |  |  |  |
|  | 4. Librado Roque Villa Michel                       |  |  |  |  |  |  |  |  |  |  |  |  |  |  |  |
|  |                                                     |  |  |  |  |  |  |  |  |  |  |  |  |  |  |  |
|  |                                                     |  |  |  |  |  |  |  |  |  |  |  |  |  |  |  |
|  | 18. José Andrés Michel Corona                       |  |  |  |  |  |  |  |  |  |  |  |  |  |  |  |
|  |                                                     |  |  |  |  |  |  |  |  |  |  |  |  |  |  |  |
|  |                                                     |  |  |  |  |  |  |  |  |  |  |  |  |  |  |  |
|  | 9. Mariana Michel Corona                            |  |  |  |  |  |  |  |  |  |  |  |  |  |  |  |
|  |                                                     |  |  |  |  |  |  |  |  |  |  |  |  |  |  |  |
|  |                                                     |  |  |  |  |  |  |  |  |  |  |  |  |  |  |  |
|  | 19. María Josefa Teodora Corona Pérez de Alencastro |  |  |  |  |  |  |  |  |  |  |  |  |  |  |  |
|  |                                                     |  |  |  |  |  |  |  |  |  |  |  |  |  |  |  |
|  |                                                     |  |  |  |  |  |  |  |  |  |  |  |  |  |  |  |
|  | 2. José Juan Roque Villa Montenegro                 |  |  |  |  |  |  |  |  |  |  |  |  |  |  |  |
|  |                                                     |  |  |  |  |  |  |  |  |  |  |  |  |  |  |  |
|  |                                                     |  |  |  |  |  |  |  |  |  |  |  |  |  |  |  |
|  | 20. Diego Liberato Montenegro Arias                 |  |  |  |  |  |  |  |  |  |  |  |  |  |  |  |
|  |                                                     |  |  |  |  |  |  |  |  |  |  |  |  |  |  |  |
|  |                                                     |  |  |  |  |  |  |  |  |  |  |  |  |  |  |  |
|  | 10. Miguel Montenegro Villalvazo                    |  |  |  |  |  |  |  |  |  |  |  |  |  |  |  |
|  |                                                     |  |  |  |  |  |  |  |  |  |  |  |  |  |  |  |
|  |                                                     |  |  |  |  |  |  |  |  |  |  |  |  |  |  |  |
|  | 21. Francisca Eugenia Villalvazo                    |  |  |  |  |  |  |  |  |  |  |  |  |  |  |  |
|  |                                                     |  |  |  |  |  |  |  |  |  |  |  |  |  |  |  |
|  |                                                     |  |  |  |  |  |  |  |  |  |  |  |  |  |  |  |
|  | 5. Francisca Montenegro Michel                      |  |  |  |  |  |  |  |  |  |  |  |  |  |  |  |
|  |                                                     |  |  |  |  |  |  |  |  |  |  |  |  |  |  |  |
|  |                                                     |  |  |  |  |  |  |  |  |  |  |  |  |  |  |  |
|  | 22. José Andrés Michel Corona                       |  |  |  |  |  |  |  |  |  |  |  |  |  |  |  |
|  |                                                     |  |  |  |  |  |  |  |  |  |  |  |  |  |  |  |
|  |                                                     |  |  |  |  |  |  |  |  |  |  |  |  |  |  |  |
|  | 11. Filomena Michel Corona                          |  |  |  |  |  |  |  |  |  |  |  |  |  |  |  |
|  |                                                     |  |  |  |  |  |  |  |  |  |  |  |  |  |  |  |
|  |                                                     |  |  |  |  |  |  |  |  |  |  |  |  |  |  |  |
|  | 23. María Josefa Teodora Corona Pérez de Alencastro |  |  |  |  |  |  |  |  |  |  |  |  |  |  |  |
|  |                                                     |  |  |  |  |  |  |  |  |  |  |  |  |  |  |  |
|  |                                                     |  |  |  |  |  |  |  |  |  |  |  |  |  |  |  |
|  | 1. Matías Manuel Villa Michel                       |  |  |  |  |  |  |  |  |  |  |  |  |  |  |  |
|  |                                                     |  |  |  |  |  |  |  |  |  |  |  |  |  |  |  |
|  |                                                     |  |  |  |  |  |  |  |  |  |  |  |  |  |  |  |
|  | 24. Joseph María Michel Vázquez                     |  |  |  |  |  |  |  |  |  |  |  |  |  |  |  |
|  |                                                     |  |  |  |  |  |  |  |  |  |  |  |  |  |  |  |
|  |                                                     |  |  |  |  |  |  |  |  |  |  |  |  |  |  |  |
|  | 12. Pedro Regalado Michel Corona                    |  |  |  |  |  |  |  |  |  |  |  |  |  |  |  |
|  |                                                     |  |  |  |  |  |  |  |  |  |  |  |  |  |  |  |
|  |                                                     |  |  |  |  |  |  |  |  |  |  |  |  |  |  |  |
|  | 25. Anna María Josefa González-Corona y Covarrubias |  |  |  |  |  |  |  |  |  |  |  |  |  |  |  |
|  |                                                     |  |  |  |  |  |  |  |  |  |  |  |  |  |  |  |
|  |                                                     |  |  |  |  |  |  |  |  |  |  |  |  |  |  |  |
|  | 6. Ramón Mariano Michel Corona                      |  |  |  |  |  |  |  |  |  |  |  |  |  |  |  |
|  |                                                     |  |  |  |  |  |  |  |  |  |  |  |  |  |  |  |
|  |                                                     |  |  |  |  |  |  |  |  |  |  |  |  |  |  |  |
|  | 26. Félix Francisco Corona González                 |  |  |  |  |  |  |  |  |  |  |  |  |  |  |  |
|  |                                                     |  |  |  |  |  |  |  |  |  |  |  |  |  |  |  |
|  |                                                     |  |  |  |  |  |  |  |  |  |  |  |  |  |  |  |
|  | 13. Ana María Josefa Ramona Corona Vázquez          |  |  |  |  |  |  |  |  |  |  |  |  |  |  |  |
|  |                                                     |  |  |  |  |  |  |  |  |  |  |  |  |  |  |  |
|  |                                                     |  |  |  |  |  |  |  |  |  |  |  |  |  |  |  |
|  | 27. María Dolores Vázquez Michel                    |  |  |  |  |  |  |  |  |  |  |  |  |  |  |  |
|  |                                                     |  |  |  |  |  |  |  |  |  |  |  |  |  |  |  |
|  |                                                     |  |  |  |  |  |  |  |  |  |  |  |  |  |  |  |
|  | 3. Mariana de Jesús Michel López                    |  |  |  |  |  |  |  |  |  |  |  |  |  |  |  |
|  |                                                     |  |  |  |  |  |  |  |  |  |  |  |  |  |  |  |
|  |                                                     |  |  |  |  |  |  |  |  |  |  |  |  |  |  |  |
|  | 14. José López                                      |  |  |  |  |  |  |  |  |  |  |  |  |  |  |  |
|  |                                                     |  |  |  |  |  |  |  |  |  |  |  |  |  |  |  |
|  |                                                     |  |  |  |  |  |  |  |  |  |  |  |  |  |  |  |
|  | 7. Leandra López Gutiérrez                          |  |  |  |  |  |  |  |  |  |  |  |  |  |  |  |
|  |                                                     |  |  |  |  |  |  |  |  |  |  |  |  |  |  |  |
|  |                                                     |  |  |  |  |  |  |  |  |  |  |  |  |  |  |  |
|  | 15. Prudencia Gutiérrez                             |  |  |  |  |  |  |  |  |  |  |  |  |  |  |  |
|  |                                                     |  |  |  |  |  |  |  |  |  |  |  |  |  |  |  |
|  |                                                     |  |  |  |  |  |  |  |  |  |  |  |  |  |  |  |